# 이영우 (1956년)
이영우(李永雨, 1956년 3월 7일 ~ )는 대한민국의 정치인이다.

## 학력
- 공주대학교 식물자원학과 졸업

## 경력
- 보령시 사회복지협의회장
- 보령시 자치행정국장
- 2018.07 ~ 2022.04: 제11대 충청남도의회 의원

## 역대 선거 결과
|  | 52.27% |

|  | 39.80% |